# Hybanthus purpusii
Hybanthus purpusii är en violväxtart som beskrevs av Paul Carpenter Standley. Hybanthus purpusii ingår i släktet Hybanthus och familjen violväxter. Inga underarter finns listade i Catalogue of Life.